# Oxytropis protopopovii
Oxytropis protopopovii är en ärtväxtart som beskrevs av Vladimir Leontjevitj Komarov. Oxytropis protopopovii ingår i släktet klovedlar, och familjen ärtväxter. Inga underarter finns listade i Catalogue of Life.